# Bo Nickal
Bo Dean Nickal (ur. 14 stycznia 1996) – amerykański zapaśnik walczący w stylu wolnymoraz zawodnik mieszanych sztuk walki (MMA). Obecnie rywalizuje w wadze średniej w organizacji Ultimate Fighting Championship (UFC).
Złoty medalista MŚ U-23 w 2019 roku. 
Zawodnik Allen High School i Pennsylvania State University. Cztery razy All-American w NCAA Division I (2016-2019). Pierwszy w 2017, 2018, 2019; drugi w 2016. Outstanding Wrestler w 2018 roku.

## Życiorys i edukacja
Nickal urodził się w Rifle, w stanie Kolorado. W młodym wieku przeprowadził się do Wyoming, gdzie zaczął uprawiać zapasy w wieku około sześciu lat. W piątej klasie przeprowadził się do Rio Rancho, w Nowym Meksyku. Nickal dostał się do szkolnej drużyny uniwersyteckiej w ósmej klasie, w której zaczął odnosić pierwsze sukcesy. Jednym z nich było zajęcie drugiego miejsca w turnieju stanowym Nowego Meksyku w tym samym sezonie.
W pierwszej klasie liceum rozpoczął naukę w Allen High School, w Teksasie. W pierwszym roku zajął drugie miejsce w turnieju stanowym Teksasu, a następnie wygrywał wszystkie turnieje stanowe, w których brał udział, od drugiego roku nauki, zostając trzykrotnym mistrzem stanu Teksas. Jako junior zajął piąte miejsce na Mistrzostwach Świata U-17 w stylu wolnym w 2013 roku. Po ukończeniu trzeciego roku zobowiązał się do uprawiania zapasów w drużynie Nittany Lion na Uniwersytecie Stanowym Pensylwanii. Ukończył szkołę średnią z bilansem 183–7. Był wówczas dziewiątym najlepszym zapaśnikiem w kraju pod względem podziału na kategorie wagowe.

## Lista walk w MMA

### Zawodowe
| Wynik     | Bilans | Przeciwnik (bilans przed walką) | Rozstrzygnięcie                      | Runda | Czas | Rozgrywki                             | Data       | Miejsce    | Uwagi                                         |
| --------- | ------ | ------------------------------- | ------------------------------------ | ----- | ---- | ------------------------------------- | ---------- | ---------- | --------------------------------------------- |
| Przegrana | 7-1    | Reinier de Ridder (19-2)        | TKO (kolano na korpus)               | 2     | 1:53 | UFC on ESPN: Sandhagen vs. Figueiredo | 03.05.2025 | Des Moines | Co-Main Event                                 |
| Wygrana   | 7-0    | Paul Craig (17-8-1)             | Decyzja (jednogłośna)                | 3     | 5:00 | UFC 309                               | 16.11.2024 | Nowy Jork  |                                               |
| Wygrana   | 6-0    | Cody Brundage (10-5)            | Poddanie (duszenie zza pleców)       | 2     | 3:38 | UFC 300                               | 13.04.2024 | Las Vegas  |                                               |
| Wygrana   | 5-0    | Val Woodburn (7-0)              | TKO (ciosy pięściami)                | 1     | 0:38 | UFC 290                               | 08.07.2023 | Las Vegas  |                                               |
| Wygrana   | 4-0    | Jamie Pickett (13-8)            | Poddanie (duszenie trójkątne rękoma) | 1     | 2:54 | UFC 285                               | 04.03.2023 | Las Vegas  | Bonus za występ wieczoru                      |
| Wygrana   | 3-0    | Donovan Beard (7-1)             | Poddanie (duszenie trójkątne)        | 1     | 0:52 | Dana White's Contender Series 56      | 27.09.2022 | Las Vegas  |                                               |
| Wygrana   | 2-0    | Zachary Borrego (3-0)           | Poddanie (duszenie zza pleców)       | 1     | 1:02 | Dana White's Contender Series 49      | 09.08.2022 | Las Vegas  | Limit umowny -85 kg. Borrego nie wykonał wagi |
| Wygrana   | 1-0    | John Noland (0-0)               | KO (ciosy pięściami)                 | 1     | 0:33 | Jorge Masvidal's iKON FC 3            | 03.06.2022 | Richmond   | Zawodowy debiut w wadze średniej              |

### Amatorskie
| Wynik   | Bilans | Przeciwnik (bilans przed walką) | Rozstrzygnięcie                | Runda | Czas | Rozgrywki        | Data       | Miejsce   | Uwagi      |
| ------- | ------ | ------------------------------- | ------------------------------ | ----- | ---- | ---------------- | ---------- | --------- | ---------- |
| Wygrana | 2-0    | Billy Goode (2-2)               | KO (cios pięścią)              | 1     | 0:56 | Island Fights 70 | 05.11.2021 | Pensacola | Main Event |
| Wygrana | 1-0    | David Conley (1-1)              | Poddanie (duszenie gilotynowe) | 1     | 2:02 | Island Fights 69 | 24.09.2021 | Pensacola |            |